# Moritz von Baumbach
Moritz Ernst von Baumbach (* 25. Februar 1789 in Maastricht; † 15. Juni 1871 in Kassel) war ein kurhessischer Jurist, Mitglied und Präsident der kurhessischen Ständeversammlung sowie Justizminister des Kurfürstentums Hessen.

## Leben

### Herkunft und Jugend
Moritz von Baumbach wurde am 25. Februar 1789 in Maastricht geboren, wo sein Vater, Wilhelm Lebrecht von Baumbach (* 12. Februar 1757 in Nentershausen, † 8. Juli 1826 in Kassel) aus dem Zweig Kirchheim der Herren von Baumbach, Rittmeister, später Major in einem niederländischen Dragonerregiment und Adjutant des Gouverneurs von Maastricht, des Landgrafen Friedrich von Hessen-Kassel zu Rumpenheim, war. 1793, nachdem das revolutionäre Frankreich sowohl Großbritannien als auch den Vereinigten Niederlanden den Krieg erklärt hatte, kehrte seine Mutter Caroline Schenck zu Schweinsberg mit Moritz und seiner Schwester Caroline nach Hessen zurück. Der Vater folgte Anfang 1795, nach der Eroberung von Maastricht durch die Franzosen im Herbst 1794 und dem Ende der alten Republik der Vereinigten Niederlande, und kümmerte sich um den von seiner Mutter geerbten Besitz in Reichensachsen. Die Mutter starb 1796, und Moritz von Baumbach und seine Geschwister wurden ab 1797 von des Vaters zweiter Gattin, Amalie Treusch von Buttlar, und einem Hauslehrer erzogen. Als Landgraf Wilhelm IX. von Hessen-Kassel nach langem Rechtsstreit 1800 die Reichensachsener Lehnsgüter der Boyneburger als erledigte Lehen einzog, ging die Familie auf die Baumbach'schen Familiengüter in Kirchheim.
Nachdem Wilhelm Lebrecht von Baumbach Anfang 1803 als Oberstallmeister in Fulda in den Dienst des Prinzen Wilhelm Friedrich von Oranien-Nassau, dem späteren Wilhelm I. der Niederlande, im 1802–1806 bestehenden Fürstentum Nassau-Oranien-Fulda berufen worden war, pendelte Moritz von Baumbach von 1803 bis 1805 zwischen Kirchheim, Fulda und dem Familienstammsitz in Nentershausen. Im Jahre 1805 immatrikulierte er sich an der Philipps-Universität Marburg, um Rechtswissenschaften zu studieren.

### Berufliche Laufbahn
Nach dem Abschluss seines Studiums wurde Baumbach im seit 1807 bestehenden napoleonischen Königreich Westphalen zunächst Assessor am Distriktstribunal in Hersfeld und dann im Oktober 1810 am Tribunal in Kassel unter dessen Präsidenten Otto von Porbeck. Im Februar 1813 wurde er zum Staatsrats-Auditor ernannt.
Nach dem Ende des Königreichs Westphalen im Herbst 1813 trat Moritz als Freiwilliger in das kurhessische Bataillon Freiwilliger Jäger zu Pferde ein, das 1814 als Teil des kurhessischen Armeekorps Lothringen und Luxemburg besetzte und im Juli 1814 wieder entlassen wurde. Danach wurde er wieder im restaurierten kurhessischen Gerichtswesen eingestellt, wo er sich einer schnellen Karriere erfreute. Bereits 1825 wurde er als Appellationsrat an das Oberappellationsgericht, das höchste Landesgericht, berufen. Da ihm die Trennung von Rechtspflege und Verwaltung auch symbolisch wichtig war, gab er daraufhin seinen Kammerherrnschlüssel dem Kurfürsten zurück.
Nach der Verkündigung der Kurhessischen Verfassung von 1831 wählte die Ritterschaft des Bezirks Fulda Baumbach in die Kurhessische Ständeversammlung, wo er – gemäßigt liberal – sich bemühte, zwischen dem Parlament und dem reaktionären Innen- und Justizminister Ludwig Hassenpflug zu vermitteln. Bei seiner Wiederwahl 1832 als Vertreter der Ritterschaft des Bezirks Fulda wurde ihm jedoch der zur Ausübung des Mandats notwendige Urlaub als Staatsdiener verweigert, worauf sein Halbbruder Ludwig Carl an seiner Stelle zum Abgeordneten gewählt wurde.
Als Hassenpflug 1834 wieder Justizminister wurde, versetzte er Baumbach vom Oberappellationsgericht in Kassel als Obergerichtsdirektor nach Rinteln in die entlegene Exklave Schaumburg; die Stände der Grafschaft Schaumburg wählten ihn jedoch wiederholt in die kurhessische Ständeversammlung, deren Präsident er schließlich von 1839 bis 1844 war. 
Im Zuge der Märzrevolution 1848 wurde Moritz von Baumbach am 11. März 1848 in der sogenannten Märzregierung des bisherigen Hanauer Oberbürgermeisters Bernhard Eberhard mit dem kurhessischen Justizministerium betraut. Die mit dem Einmarsch vor allem bayerischer Bundestruppen, von der hessischen Bevölkerung Strafbayern genannt, eingeläutete Reaktion markierte das Ende der beruflichen und politischen Laufbahn Baumbachs. Er wurde am 23. Februar 1850 als Justizminister entlassen, als das gesamte Ministerium zurücktrat und durch das zweite Ministerium Hassenpflug ersetzt wurde. Er bekam am 2. März 1850 die  Ehrenbürgerschaft der Stadt Kassel verliehen, wurde eine Woche später zum Präsidenten des Obergerichts in Marburg ernannt und legte dieses Amt im Dezember 1850 nieder, da er Hassenpflugs reaktionäre Politik nicht mittragen wollte.

### Lebensabend
Er verbrachte seinen Lebensabend als Privatmann teils in Marburg und teils in Kassel. Moritz von Baumbach starb, nachdem er mehrere Schlaganfälle erlitten hatte, am 15. Juni 1871 in Kassel.

## Ehe und Nachkommen
Moritz von Baumbach war zweimal verheiratet. Seine erste Ehe mit Luise Schenck zu Schweinsberg, Tochter des späteren (1830–1831) kurhessischen Justizministers Ferdinand Schenck zu Schweinsberg (1765–1842) und dessen Frau Christiane Friederike Wilhelmine Charlotte Treusch von Buttlar (1770–1832), endete mit dem frühen und kinderlosen Tod seiner Frau. Daraufhin heiratete am 1. Juni 1827 deren jüngere Schwester Maria Sophia Caroline Schenck zu Schweinsberg (* 4. Januar 1800 in Marburg, † 27. Juni 1888 in Meiningen). Dieser Ehe entstammte eine Tochter, Luise Christiane Amalie Marie Sophie Caroline (* 11. Juni 1829 in Kassel, † 30. Mai 1887 in Meiningen), die den meiningischen Oberforstmeister Ernst von Baumbach (1821–1870), einen entfernten Verwandten ihres Vaters aus dem Hause Nassenerfurth, heiratete und mit diesem zwei Söhne hatte, Moritz und Carl.